# Les Frères Guissé

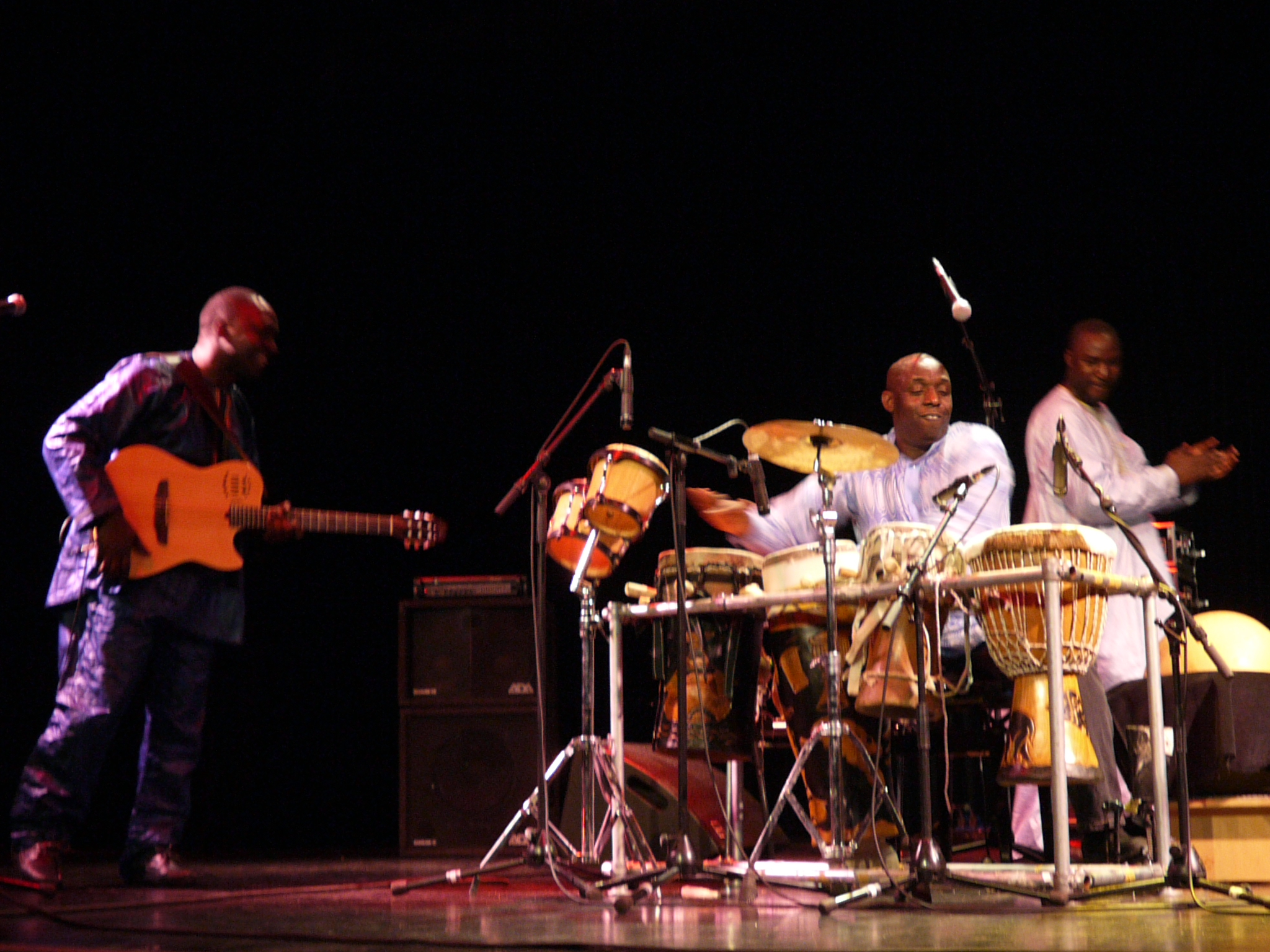
Les Frères Guissé no concerto em Vandœuvre-lès-Nancy (2009)

Les Frères Guissé (Djiby, Cheikh et Alioune) são um grupo musical senegalesa. As letras de suas canções, muitas vezes estão empenhadas e incluem as acusações contra o trabalho infantil e a opressão das mulheres.